# Mont Discovery
El mont Discovery és un estratovolcà que es troba a l'Antàrtida. S'eleva fins als 2.681 msnm i té 1.637 metres de prominència. Es troba a l'extrem de l'estret de McMurdo i a l'est de la glacera Koettlitz, davant del sector nord-oest de la barrera de gel de Ross.
Va ser descobert per l'Expedició Britànica Antàrtica (1901-1904) i va ser nomenat en referència al seu vaixell, el Discovery.